# Голубинский, Дмитрий Фёдорович
Дмитрий Фёдорович Голуби́нский (1832—1903) — русский богослов, педагог и духовный писатель; профессор МДА. Действительный статский советник.

## Биография
Родился 19 (31) мая 1832 года в Сергиевом Посаде в семье профессора философии Московской духовной академии протоиерея Ф. А. Голубинского. Образование получил Вифанской духовной семинарии (1844—1850) и в Московской духовной академии (1850—1854), которую окончил со степенью магистра богословия и получив звание бакалавра по классу геометрии и физики, начал в ней преподавать, с сентября 1864 года — в качестве ординарного профессора по кафедре физики и математики. После закрытия кафедры согласно уставу 1869 года Голубинский получил разрешение преподавать физику и математику на новой кафедре — естественно-научной апологетики, где с 1870 года он состоял сверхштатным преподавателем.
В октябре 1876 года вышел на пенсию. Последние годы своей жизни Д. Ф. Голубинский посвятил занятиям над календарём и, участвуя в работе комиссии академии наук по вопросу о календаре, отстаивал мнение о ненужности появления гражданского года рядом с церковным. В 1899 году он напечатал в «Московских ведомостях» ряд статей под заглавием: «Вопрос об уравнении года гражданского с астрономическим», которые позже вышли отдельным изданием.
В 1901 году Д. Ф. Голубинский получил звание заслуженного профессора Московской духовной академии (несмотря на то, что сверхштатный преподаватель, согласно Уставу академии, не мог именоваться профессором).
Голубинский был также известен своей благотворительностью; Евлогий (Георгиевский) писал в своих трудах, что в повседневной жизни учёный 
«напоминал юродивого. Одевался плохо, носил костюм фасона прошлого века; был другом всей нищей братии в Сергиевском посаде, которая ходила за ним толпой. Каждое утро он молился у гроба преподобного Сергия… Когда он умер, вся посадская беднота его оплакивала».
Дмитрий Фёдорович Голубинский скончался в Сергиеве Посаде после продолжительной болезни 23 ноября (6 декабря) 1903 года и был с почестями погребён на кладбище Московской духовной академии.

## Избранная библиография
- «Разбор и опровержение ложного мнения о Кивоте Завета» («Прибавления к творениям святых отцов», ч. XXI); (М.: тип. В. Готье, 1862)
- «Христианское размышление об устройстве земли» («Душеполезное чтение». 1863, ч. I—III);
- «О кругообращении атмосферы» (М.: тип. В. Готье, 1864)
- «Воспоминания о математических занятиях профессора протоиерея Петра Спиридоновича Делицына» (М.: тип. В. Готье, 1862)
- «О времени празднования Пасхи в православной церкви и у западных христиан» («Душеполезное чтение», 1865, ч. I); (Сергиев Посад: 2-я тип. А. И. Снегиревой, 1892)
- «О замерзании воды в связи с учением о конечных причинах: (Против Тиндаля)» (М.: Унив. тип. (Катков и К°), 1875 );
- «Книга Секки „Единство физических сил“ и тенденции вятского издания её на русском языке » (М., 1875 );
- «О соотношении устройства земного шара с условиями жизни» (М., 1878)
- «Христианские размышления о суточных и годовых переменах на земном шаре» («Душеполезное чтение», 1885, часть III);
- «О затмениях Солнца и Луны» («Душеполезное чтение», 1887, книга II);
- «Премудрое устройство орудий дыхания» (М., 1890);
- «Вопрос об уравнении года гражданского с астрономическим : По поводу ошибок, замечаемых в григориан. календаре» (М.: Унив. тип., 1899);
- «Из истории естественно-научной апологетики в России» («Богословский Вестник», 1900, № 11 и «Вера и Церковь», 1901, кн. 3);
- «Из моих воспоминаний» («Душеполезное чтение», конец 1901 и начало 1902 года);
- «Об изучении видимой природы в духе св. веры» («Вера и Церковь», 1901, кн. 6).